# MBDA Saphir-M
Das Saphir-M-System von dem Rüstungsunternehmen MBDA ist ein Täuschkörpersystem für Hubschrauber. Es wird unter anderem für den Eurocopter Tiger und den NH90 verwendet. Der Einbau in den Eurocopter EC635 wird geprüft.

## Aufbau und Funktionsweise

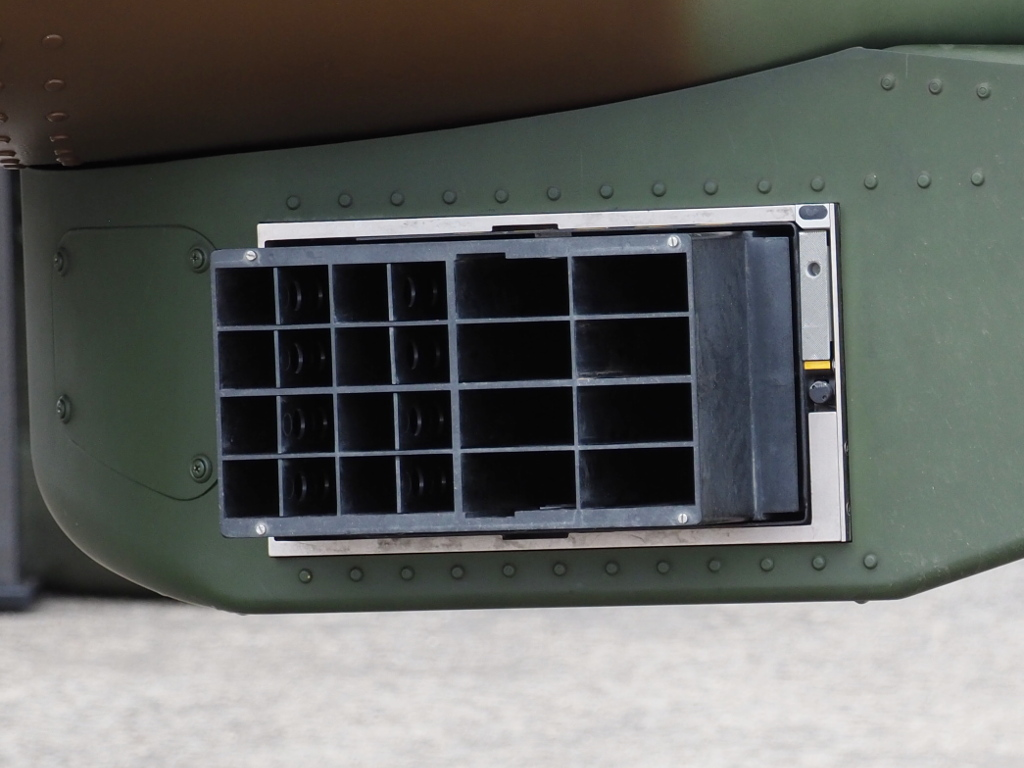
Täuschkörperwerfer am Eurocopter Tiger

Das System besteht aus drei Komponenten: Täuschkörperwerfer, Steuergerät und Bedienteil.
Am Eurocopter Tiger sind zwei Täuschkörperwerfer unterhalb des Heckauslegers montiert. Die Öffnungen zeigen zur Seite und leicht nach vorn. Am Rumpf des NH90 hinter der Türöffnung der Kabine sind beidseitig je zwei (TGEE: drei) Werfer angebracht, von denen einer schräg nach vorn zeigt, der andere zur Seite.
Das System verfügt über eine hohe Anzahl Täuschkörper und ist schnell am Boden nachladbar. Es können drei verschiedene Arten von Täuschkörpern verwendet werden. Das Gesamtsystem ist mit entsprechenden Sensoren verbunden, da es vollautomatisch auf Bedrohungen reagiert. 

## Munition
Es können sowohl Leuchtfackeln wie auch Düppelpatronen mitgeführt werden. Dabei ergibt sich je nach Größe der Täuschkörper die mitzuführende Anzahl:
- NATO 1"x1"x8" Täuschkörper (32 Täuschkörper pro Magazinkasten)
- NATO 2"x1"x8" Täuschkörper (32 Täuschkörper pro Magazinkasten)
- Ø 19 mm MUCALIR Täuschkörper (72 Täuschkörper pro Magazinkasten)
- Ø 40 mm Täuschkörper (18 Täuschkörper pro Magazinkasten)